# Arpema florenceae
Arpema florenceae är en fjärilsart som beskrevs av Paul Thiaucourt 1991. Arpema florenceae ingår i släktet Arpema och familjen tandspinnare. Inga underarter finns listade i Catalogue of Life.